# Davrey
Davrey est une commune française située dans le département de l'Aube en région Grand Est.

## Géographie
|                 | Auxon  | Montigny-les-Monts |
| Ervy-le-Châtel  | Davrey | Avreuil            |
| Chessy-les-Prés |        | Vanlay             |

Par l'ordonnance du 23 aout 1826, les hameaux de la Vacherie et du Rue-du-Laps passent de Chessy à Davrey.

### Hydrographie

#### Réseau hydrographique
La commune est dans la région hydrographique « la Seine de sa source au confluent de l'Oise (exclu) » au sein du bassin Seine-Normandie. Elle est drainée par l'Armance, le Landion, le canal 01 de la commune de Chessy-les-Prés, le canal 01 de la Couarde, le Fossé 01 du Vignot, le Fossé 04 de la commune de Davrey, le Fossé 05 des Epinottes, l'Armance, le ru du Laps et divers autres petits cours d'eau,.
L'Armance, d'une longueur de 48 km, prend sa source dans la commune de Chaource et se jette  dans l'Armançon à Saint-Florentin, après avoir traversé 19 communes.
Le Landion, d'une longueur de 26 km, prend sa source dans la commune de Quincerot et se jette  dans l'Armance sur la commune, après avoir traversé neuf communes.

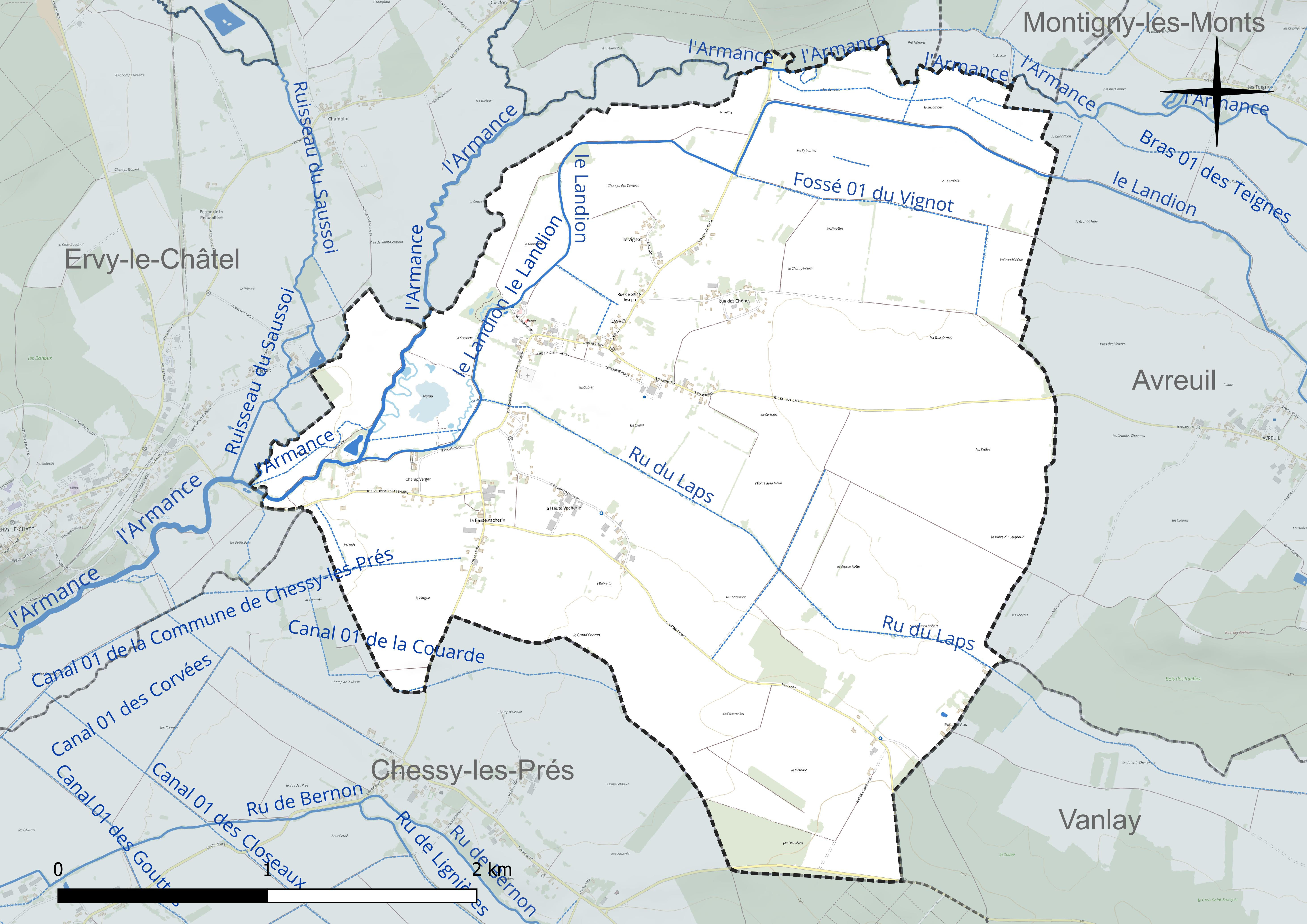
Réseau hydrographique de Davrey.

#### Gestion et qualité des eaux
Le territoire communal est couvert par le schéma d'aménagement et de gestion des eaux (SAGE) « Armançon ». Ce document de planification concerne le territoire du bassin versant de l'Armançon qui s’étend sur 3 100 km2 et se répartit sur trois départements (l'Aube, l'Yonne et la Côte-d'Or). Il a été approuvé le 6 mai 2013. La structure porteuse de l'élaboration et de la mise en œuvre est le syndicat mixte du bassin versant de l'Armançon (SMBVA).
La qualité des cours d’eau peut être consultée sur un site dédié géré par les agences de l’eau et l’Agence française pour la biodiversité.

### Climat
Pour des articles plus généraux, voir Climat du Grand Est et Climat de l'Aube.
En 2010, le climat de la commune est de type climat océanique dégradé des plaines du Centre et du Nord, selon une étude du Centre national de la recherche scientifique s'appuyant sur une série de données couvrant la période 1971-2000. En 2020, Météo-France publie une typologie des climats de la France métropolitaine dans laquelle la commune est exposée à un climat océanique altéré et est dans la région climatique Lorraine, plateau de Langres, Morvan, caractérisée par un hiver rude (1,5 °C), des vents modérés et des brouillards fréquents en automne et hiver.
Pour la période 1971-2000, la température annuelle moyenne est de 10,7 °C, avec une amplitude thermique annuelle de 15,7 °C. Le cumul annuel moyen de précipitations est de 726 mm, avec 11,8 jours de précipitations en janvier et 7,8 jours en juillet. Pour la période 1991-2020, la température moyenne annuelle observée sur la station météorologique de Météo-France la plus proche, « Chessy-les-Prés_sapc », sur la commune de Chessy-les-Prés à 4 km à vol d'oiseau, est de 11,2 °C et le cumul annuel moyen de précipitations est de 756,5 mm. 
La température maximale relevée sur cette station est de 41,4 °C, atteinte le 25 juillet 2019 ; la température minimale est de −22,2 °C, atteinte le 2 janvier 1997,,.
Les paramètres climatiques de la commune ont été estimés pour le milieu du siècle (2041-2070) selon différents scénarios d'émission de gaz à effet de serre à partir des nouvelles projections climatiques de référence DRIAS-2020. Ils sont consultables sur un site dédié publié par Météo-France en novembre 2022.

## Urbanisme

### Typologie
Au 1er janvier 2024, Davrey est catégorisée commune rurale à habitat dispersé, selon la nouvelle grille communale de densité à 7 niveaux définie par l'Insee en 2022.
Elle est située hors unité urbaine. Par ailleurs la commune fait partie de l'aire d'attraction de Troyes, dont elle est une commune de la couronne,. Cette aire, qui regroupe 209 communes, est catégorisée dans les aires de 200 000 à moins de 700 000 habitants,.

### Occupation des sols
L'occupation des sols de la commune, telle qu'elle ressort de la base de données européenne d’occupation biophysique des sols Corine Land Cover (CLC), est marquée par l'importance des territoires agricoles (96 % en 2018), une proportion identique à celle de 1990 (96 %). La répartition détaillée en 2018 est la suivante : 
prairies (45,4 %), terres arables (45,2 %), zones agricoles hétérogènes (5,5 %), zones urbanisées (3 %), forêts (1,1 %). L'évolution de l’occupation des sols de la commune et de ses infrastructures peut être observée sur les différentes représentations cartographiques du territoire : la carte de Cassini (XVIIIe siècle), la carte d'état-major (1820-1866) et les cartes ou photos aériennes de l'IGN pour la période actuelle (1950 à aujourd'hui).

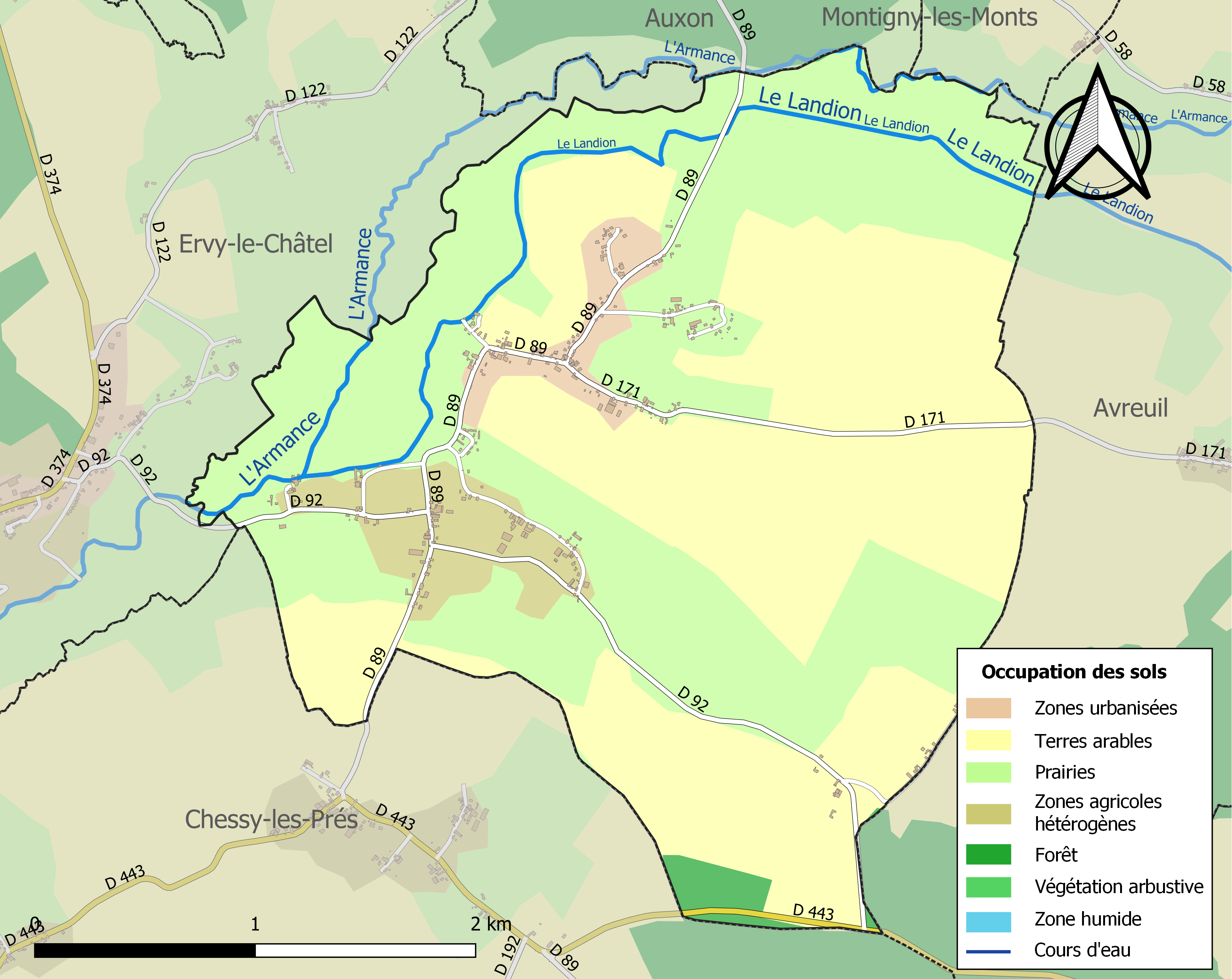
Carte des infrastructures et de l'occupation des sols de la commune en 2018 (CLC).

## Histoire
Dans une charte de 1096, peut-être du cartulaire de l'abbaye Saint-Michel de Tonnerre, il est rappelé que Davrey est donné à l'abbaye par Ermanjart, veuve de Hermuin.
La motte de Davrey est citée en 1390 comme étant close de fossés. Le seul bien connu des communaux était au bois de la Brossotte ou de Montigny, mais ils arrêtèrent de payer le pichet d'avoine par feu pour droit d'usage, peut-être parce qu'il fallait traverser le finage de la Coudre et le pré de la Brossotte pour s'y rendre.
Jusqu'en 1789, Davrey dépendait de l'intendance et de la généralité de Paris, de l'élection de st-Florentin et du bailliage de Troyes.

## Politique et administration
| Période                                  | Période   | Identité        | Étiquette | Qualité |
| ---------------------------------------- | --------- | --------------- | --------- | ------- |
| mars 1983                                | mars 2008 | Paul Guiraud    |           |         |
| mars 2008                                | mai 2020  | Lionel Verhoest | DVD       | Cadre   |
| mai 2020                                 | En cours  | Sylvie François |           |         |
| Les données manquantes sont à compléter. |           |                 |           |         |

## Démographie
L'évolution du nombre d'habitants est connue à travers les recensements de la population effectués dans la commune depuis 1793. Pour les communes de moins de 10 000 habitants, une enquête de recensement portant sur toute la population est réalisée tous les cinq ans, les populations de référence des années intermédiaires étant quant à elles estimées par interpolation ou extrapolation. Pour la commune, le premier recensement exhaustif entrant dans le cadre du nouveau dispositif a été réalisé en 2008.

En 2022, la commune comptait 225 habitants, en évolution de −8,91 % par rapport à 2016 (Aube : +0,7 %, France hors Mayotte : +2,11 %).
| 1793 | 1800 | 1806 | 1821 | 1831 | 1836 | 1841 | 1846 | 1851 |
| ---- | ---- | ---- | ---- | ---- | ---- | ---- | ---- | ---- |
| 356  | 427  | 450  | 481  | 439  | 461  | 487  | 472  | 446  |

| 1856 | 1861 | 1866 | 1872 | 1876 | 1881 | 1886 | 1891 | 1896 |
| ---- | ---- | ---- | ---- | ---- | ---- | ---- | ---- | ---- |
| 436  | 420  | 406  | 391  | 397  | 390  | 384  | 363  | 374  |

| 1901 | 1906 | 1911 | 1921 | 1926 | 1931 | 1936 | 1946 | 1954 |
| ---- | ---- | ---- | ---- | ---- | ---- | ---- | ---- | ---- |
| 330  | 346  | 331  | 313  | 319  | 320  | 298  | 269  | 292  |

| 1962 | 1968 | 1975 | 1982 | 1990 | 1999 | 2006 | 2008 | 2013 |
| ---- | ---- | ---- | ---- | ---- | ---- | ---- | ---- | ---- |
| 289  | 283  | 255  | 241  | 220  | 235  | 247  | 251  | 262  |

| 2018 | 2022 | - | - | - | - | - | - | - |
| ---- | ---- | - | - | - | - | - | - | - |
| 227  | 225  | - | - | - | - | - | - | - |

## Culture locale et patrimoine

### Lieux et monuments
Église de l'Assomption de Davrey, 2 lavoirs, ancienne laiterie du hameau de la Vacherie.